# Albert Schweitzer

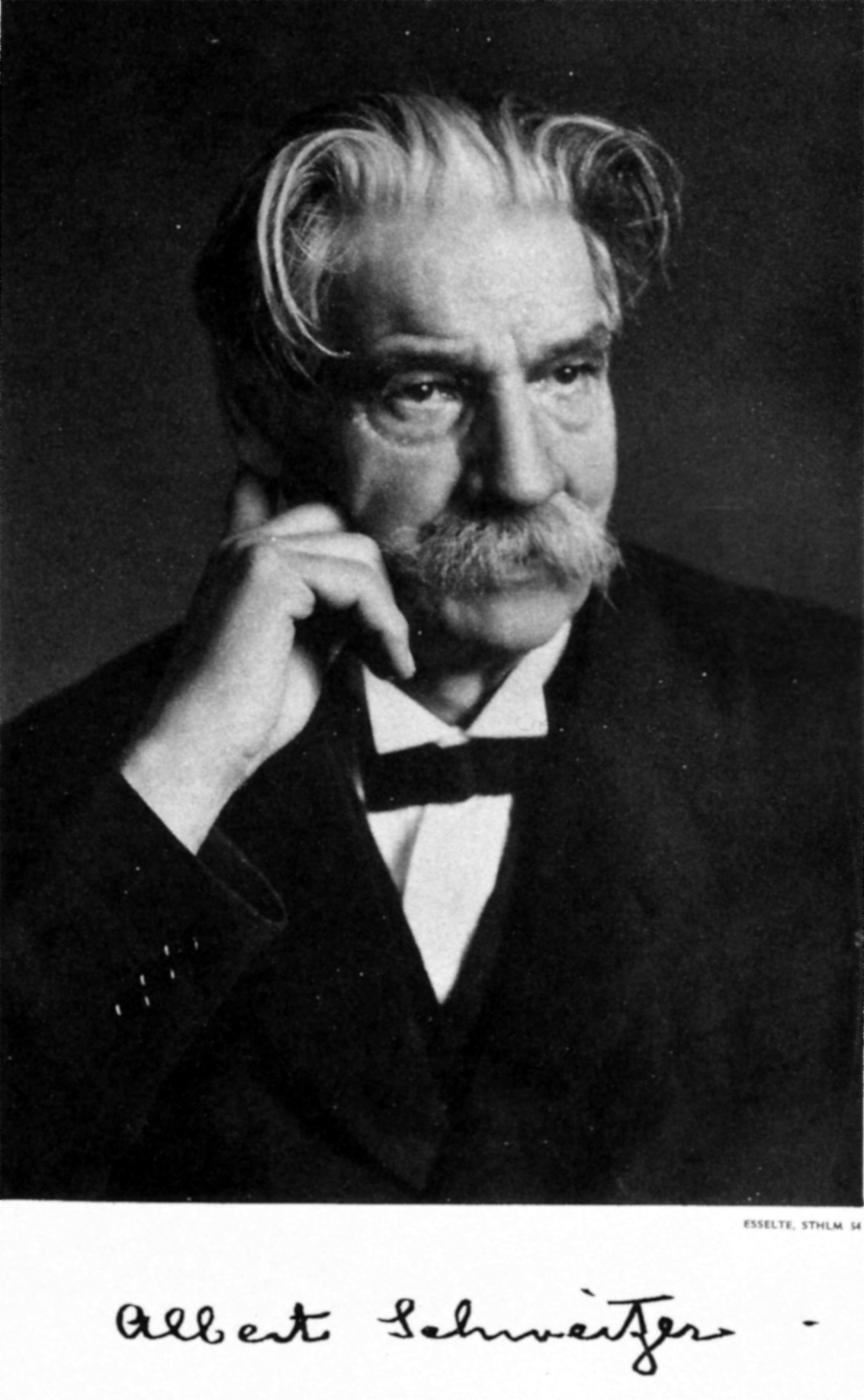
Albert Schweitzer

Albert Schweitzer (14 tháng 1 năm 1875 - 4 tháng 9 năm 1965) là một tiến sĩ, thầy thuốc, nhà triết học, thần học người Đức, sau mang quốc tịch Pháp. Ông đoạt Giải Goethe năm 1928 và giải Nobel Hòa bình năm 1952 vì đã có công lớn trong giúp đỡ người Châu Phi, bất chấp gian khổ, bệnh tật. Ông đã có khoảng 50 năm chữa bệnh cho người dân Gabon, một đất nước nằm ở miền Tây Trung Phi. Khi mất, ông cũng được chôn tại đây.
Ông được trao Giải Hòa bình của ngành kinh doanh sách Đức năm 1951

## Giáo dục
Schweitzer sinh ra tại Kaysersberg, ông là con của Adele (Schillinger) và Ludweg (Louis) Schweitzer. Trải qua thời thơ ấu của mình tại làng Gunsbach ở Alsace. Cha ông, một mục sư tin lành phái Lutheran thuộc giáo hội EPCAAL, đã dạy ông cách chơi nhạc. Trải qua một thời gian dài tranh chấp, vùng Alsace thuộc Elsaß, bất chấp tiếng Đức là ngôn ngữ chính của vùng, vùng đã thuộc về Pháp năm 1648 theo điều khoản của Hòa Ước Westphalia; sau đó vùng lại được tái sáp nhập vào Đức năm 1871; sau Chiến tranh Thế giới Thứ Nhất, vùng lại về với Pháp. Hiện nay ngôi làng nhỏ này đã trở thành nơi đặt trụ sở của Hội Albert Schweitzer Quốc tế (Association Internationale Albert Schweitzer). Một ngôi nhà thờ có từ thời trung cổ ở Gunsbach là nơi thờ phượng chung của các giáo dân Công giáo và Tin Lành, các giáo đoàn này tổ chức các buổi lễ của họ tại những khu vực khác nhau và ở những thời điểm khác nhau trong ngày chủ nhật. Sự thỏa thuận này có kể từ sau cuộc cải cách Tin Lành và cuộc Chiến tranh Ba mươi Năm. Là con của một mục sư và lớn lên trong một môi trường hòa hợp tôn giáo, Schweitzer tin rằng mọi người tin vào Thiên Chúa bất kể thuộc giáo phái nào cần phải hướng đến sự đoàn kết về niềm tin và mục đích.
Ngôn ngữ được sử dụng tại nhà của Schweitzer là tiếng Đức giọng Alsatian. Năm 1893, tại trường trung học Mulhouse, ông lấy bằng “Abitur” (một chứng chỉ được cấp sau khi hoàn tất bậc trung học cơ sở). Ông học chơi đàn đại phong cầm từ năm 1885 đến 1893 với thầy Eugène Munch, một người chơi đàn đại phong cầm cho nhà thờ Tin Lành. Eugène Munch là người ảnh hưởng lên Schweitzer bởi lòng nhiệt thành mà ông dành cho một nhà soạn nhạc người Đức tên Richard Wagner. Năm 1893 ông chơi đàn cho nghệ sĩ đại phong cầm người Pháp tên là Charles-Marie Widor (tại Saint-Sulpice, Paris). Khi Schweitzer chơi những bản nhạc do Johann Sebastian Bach phối cho đàn đại phong cầm, các bản nhạc bỗng chất chứa một sự huyền nhiệm nội tâm. Widor hết sức ấn tượng với Schweitzer và đã đồng ý dạy Schweitzer mà không lấy tiền. Đó là khởi đầu của một tình bạn vĩ đại và có nhiều ảnh hưởng đến thế giới.
Từ năm 1893 ông học thần học Tin Lành tại đại học Kaiser Wilhelm Universität ở Straßburg. Ông cũng được học piano và đối âm dưới sự hướng dẫn của giáo sư Gustav Jacobsthal và kết thân với Ernest Munch, một nghệ sĩ đại phong cầm tại nhà thờ St William và cũng là người ngưỡng mộ âm nhạc của J.S. Bach. Schweitzer cũng thực hiện một năm nghĩa vụ quân sự bắt buộc trong năm 1894. Schweitzer đã đi xem rất nhiều vở ô-pê-ra tại Straßburg của nghệ sĩ Richard Wagner (dưới sự chỉ huy của Otto Lohse), trong năm 1896 ông gom đủ tiền để dự lễ hội âm nhạc Bayreuth và xem các vở diễn Der Ring des Nibelungen và Parsifal, ông đã cảm thấy hết sức yêu thích các vở diễn này. Năm 1898 ông trở lại Paris để viết một bài tiểu luận của chương trình tiến sĩ tại trường đại học Sorbonne, nhan đề luận văn là Triết Học Tôn Giáo Của Kant, ông đã chăm chỉ học tập với Widor. Ông thường xuyên gặp Aristide Cavaillé-Coll. Ông cũng học piano với Marie Jaëll. Ông lấy bằng tiến sĩ thần học năm 1899 và công bố luận văn tiến sĩ tại Đại học Tübingen cũng trong năm này.

## Y học
Năm 1905, ở độ tuổi 30, Schweitzer đáp ứng lời kêu gọi của “Hội Sứ Mạng Tin Lành Paris” vốn đang tìm một bác sĩ y khoa. Tuy nhiên ủy ban điều hành của hội không tán thành sự tham gia của ông, hội cho rằng thần học Tin Lành Lutheran mà ông đề xướng là “không chính xác”. Ông có thể dễ dàng có một chỗ trong các hội sứ mạng Tin Lành Đức, nhưng ông mong muốn đáp ứng lời kêu gọi đầu tiên bất chấp những khó khăn về thần học. Giữa sự phản đối gay gắt từ phía bạn bè, gia đình và đồng nghiệp, ông từ chức khỏi vị trí hiệu trưởng trường thần học Saint Thomas và tái nhập học trường đại học Strasbourg như một sinh viên, ông hướng tới việc lấy bằng bác sĩ y khoa trong một khóa học kéo dài ba năm, y khoa là một lĩnh vực mà ông có ít hiểu biết hoặc năng lực. Ông định sẽ rao giảng Phúc Âm qua việc chữa bệnh chứ không phải là giảng dạy bằng lời nói, ông tin rằng việc này phải được chấp nhận trong mọi nhánh của Cơ Đốc Giáo.
Ngay trong việc học y khoa, Schweitzer theo đuổi lý tưởng của một nhà khoa học – triết gia. Bằng cách chuyên cần thực hành và làm việc, ông hoàn tất việc học cuối năm 1911. Luận văn y khoa của ông cũng là một công trình về Chúa Giê-xu trong khía cạnh Giê-xu là một nhân vật lịch sử, “Nghiên cứu Tâm thần học về Giê-xu”. Tháng 6 năm 1912, ông cưới Helene Bresslau, con gái của sử gia Harry Bresslau.
Năm 1912, với bằng y khoa, Schweitzer đệ đơn xin làm một bác sĩ với kinh phí tự túc cho công việc của Hội Giáo Sĩ Paris tại Lambaréné bên dòng sông Ogooué tại Gabon, Phi Châu (lúc này là thuộc địa của Pháp). Ông từ chối đến dự một hội đồng thẩm vấn về thuyết thần học của ông nhưng đã gặp từng thành viên của hội đồng và cuối cùng đã được chấp thuận. Tiền thu được từ các buổi hòa nhạc và các hoạt động gây quỹ khác đã đủ kinh phí cho ông trang bị một bệnh viện nhỏ. Mùa xuân 1913, ông và vợ bắt đầu xây dựng một bệnh viện gần một khu vực truyền giáo đã định sẵn.